# Elisa Reverter López
Elisa Reverter y López (Badalona, 1917-abril de 2009) fue una artista y política española.

## Trayectoria
De joven se exilió a Francia al final de la guerra civil, un hecho que testimonió en un libro autobiográfico denominado, Mujeres en el infierno, editado por Columna Edicions del Eixample, en 1995, donde narra su exilio e internamiento, junto a su hija Elodia Zaragoza, en los campos de concentración para mujeres de Couiza-Montazels, en Carcasona (departamento de Aude) y la región del Languedoc-Roussillon, en el sur de Francia.
Catalanista y militante de Convergencia Democrática de Cataluña, fue concejala de Patrimonio Cultural del Ayuntamiento de Badalona durante el primer ayuntamiento democrático de dicha ciudad. Además de su faceta política, también se ve su lado artístico, especialmente en la escultura y el dibujo artístico. Trabajó para recuperar la masía de Can Miravitges y fue la responsable de llevar la Venus de Badalona de regreso a la ciudad. La artista era la propietaria y estaba domicialiada en la masía de Can Butinyà.
Murió en abril de 2009 de una insuficiencia renal a los 92 años en el Centro Sociosanitario del Carme. Su funeral se celebró el domingo 19 de abril en una ceremonia íntima, reservada a la gente que le era cercana. El 26 de abril fue homenajeada en su casa, donde descansan sus cenizas.

## Reconocimientos
Tras su muerte, el Ayuntamiento de Santa Coloma de Gramanet adquirió los derechos de compra de la masía.En 2011 la plataforma Anastasias Badalona, integrada por mujeres con inquietudes culturales, organizó unas jornadas sobre Mujer Cultura Badalona en el Espai Betúlia en Can Casacuberta centradas en la figura de Elisa Reverter durante el período del primero ayuntamiento democrático. En 2017, con motivo del centenario de su nacimiento, el Museo de Badalona le dedicó una exposición.